# Andra slaget vid Porrassalmi
Andra slaget vid Porrassalmi utspelade sig den 18 juni och 19 juni 1789. Ryssarna, som dragit sig tillbaka till Kristina, anföll återigen efter att ha erhållit förstärkningar den 18 juni, och trots att även detta anfall slogs tillbaka, måste svenskarna likväl dagen därpå uppge sin ställning och dra sig tillbaka till Jockas. 